# Orrliden
Orrliden este o arie protejată (arie specială de conservare — SAC, sit de importanță comunitară — SCI) din Suedia întinsă pe o suprafață de 17,9 ha, integral pe uscat.

## Localizare
Centrul sitului Orrliden este situat la coordonatele 64°39′12″N 18°19′07″E / 64.6533°N 18.3187°E.

## Înființare
Situl Orrliden a fost declarat sit de importanță comunitară în iunie 2001 pentru a proteja un număr necunoscut de specii din flora spontană și fauna sălbatică aflate în arealul zonei. Situl a fost protejat și ca arie specială de conservare în martie 2011.

## Biodiversitate
Situată în ecoregiunea boreală, aria protejată conține 4 habitate naturale: Cursuri de apă de la nivel de câmpie la nivel montan, cu vegetație Ranunculion fluitantis și Callitricho-Batrachion, Mlaștini împădurite, Taiga vestică, Mlaștini alcaline.
La baza desemnării sitului se află un număr nedeclarat de specii protejate.